# Dolicholobium ridsdalei
Dolicholobium ridsdalei är en måreväxtart som beskrevs av M.E. Jansen. Dolicholobium ridsdalei ingår i släktet Dolicholobium och familjen måreväxter. Inga underarter finns listade i Catalogue of Life.